# Зеебах, Мария
Мария Зеебах (''нем. Marie Seebach; 24 февраля 1830, Рига — 3 августа 1897, Санкт-Мориц) — немецкая актриса и оперная певица.

## Биография/
Родилась в Риге, Ливония, Российская империя, в семье актёра Вильгельма Фридриха Зеебаха (1798—1863). Появилась на сцене первый раз в Нюрнберге в роли Джулии в постановке пьесы Александра Дюма «Кин или Беспутство и Гений», также она выступала в качестве субретки в Любеке, Данциге и Касселе. В 1852 году достигла своего первого большого успеха в Thalia theater (Театр Талия) в Гамбурге в роли Гретхен в «Фаусте» Гёте и служила там в театре до 1854 года, потом перебралась в Вену.
Затем играла в Мюнхене, создав себе репутацию трагической актрисы и играя главные роли в таких спектаклях, как «Джейн Эйр» и «Адриана Лекуврёр». С 1855 по 1866 год играла в придворном театре в Ганновере. В 1859 году вышла замуж за тенора Альберта Нимана. В 1866 году она последовала за мужем в Берлин, но развелась с ним через два года. В 1870—1871 году она посетила Соединённые Штаты и дала в семнадцати городах не меньше чем 160 выступлений, играя в основном в «Фаусте». В 1886 году она была принята на постоянную работу в Берлинский театр.
В 1895 году она открыла дом для бедных актёров и актрис в Веймаре, который был назван в её честь.
Ушла со сцены в 1897 году, и в том же году умерла (14 августа).